# سنگر و قمقمه‌های خالی
سنگر و قمقمه‌های خالی مجموعه داستانی از بهرام صادقی‏ (۱۳۱۵–۱۳۶۳)، نویسندهٔ ایرانی است که در سال ۱۳۴۹ و در انتشارات کتاب زمان، منتشر شد. چاپ اول این کتاب شامل داستان ملکوت هم بود که بعدا مستقل چاپ شد.

## نقدها
علیرضا محمودی ایرانمهر در نقدی با عنوان «آقای کمبوجیه عشق‌بازی نکرده است»‏  به بررسی داستان «سنگر و قمقمه‌های خالی»‌ از این کتاب پرداخته است. به باور او،‌ «چشمگیر‌ترین شگرد داستانی «بهرام صادقی» شخصیت پردازی‌های غیر مستقیم و ساخت دقیق تیپ‌های اجتماعی» است. او شخصیت کمبوجیه در داستان «سنگر...» را نمونه‌ای ایرانی از تیپ ابلوموف (از رمان ابلوموف نوشته‌ی ایوان گنچاروف) می‌داند.